# Milton Guedes
Milton Guedes (Brasilia, 4 de junio de 1963) es un cantante y compositor multinstrumentista. Formó su primera banda, «Pôr do Sol», a los 18 años, ha colaborado con grupos de diferentes estilos musicales y ha compuesto bandas sonoras para telenovelas brasileñas.

## Biografía
Antes de hacerse cantante, compositor e instrumentista, a Milton Guedes le encantaba practicar skate en las calles de Brasilia y llegó a ganar algunos campeonatos.
Entró en el grupo coral Mirim del Sesi, donde aprendió a tocar la flauta dulce; a diferencia de la armónica, con la que fue autodidacta, y el saxofón, que le fue enseñado por un vecino. Con 18 años se juntó con su hermano, Marco Guedes, y otros tres amigos para formar la banda Pôr do Sol. Sin embargo, poco tiempo después la banda se deshizo.
Milton comenzó a tocar en pequeños locales de Brasilia y en 1986, Oswaldo Montenegro, lo vio tocando el saxofón y al finalizar el concierto fue hablar con él. Una semana después los dos desembarcaron en Río de Janeiro para ensayar la pieza Os Menestréis; Milton también participó en Aldeia dos Ventos y Dança dos Signos.
Además de multinstrumentista, Milton es considerado uno de los mejores assoviadores ―en español: silbador― de Brasil. Su disco, Os Menestréis lo hizo famoso por su assovio ―en español: silbo― y la canción Engarrafamento (Taxímetro). A menudo, la Rede Globo y otras compañías le solicitan grabar assovios para sus bandas sonoras.
En 1988 conoció a Lulu Santos, quien lo invitó a ingresar en su banda, y durante 10 años los acompañó en sus conciertos, incluyendo el Festival de Montreaux en Suiza.
En 1997 Milton abandonó la banda de Lulu Santos para dedicarse a su carrera en solitario y a su segundo disco, con el cual se ganó un lugar en las radios de todo el país con la canción Sonho de Uma Noite de Verão.
En 2002 ingresó en la banda del dúo Sandy & Junior. En 2004 lleva en paralelo su trabajo con Sandy & Junior y con Claudio Zoli. Participó también en la grabación del primer DVD del grupo carioca Roupa Nova, Roup Acústico. También se estrenó con la banda SoulFunk, en la que era vocalista. La banda concluyó sus actividades en 2007, ya que la mayoría de sus músicos también formaban parte de la banda de Sandy & Junior y necesitaban invertir más tiempo en el dúo.

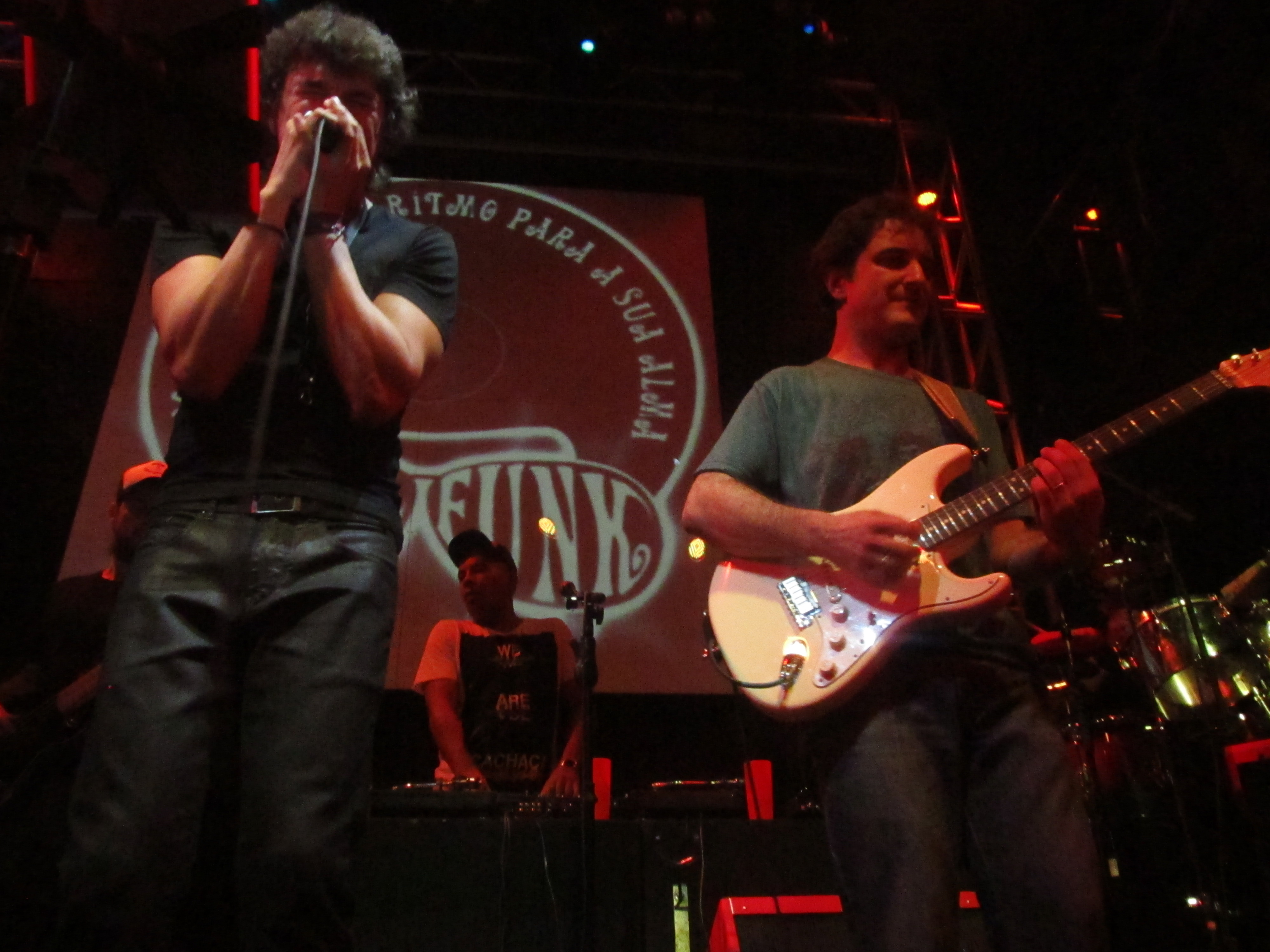
Concierto en Na Mata Café con Soul Funk

En 2006 siguió tocando con la banda Roupa Nova en su segundo DVD, Roup Acústico 2; este DVD ganó un disco de oro. En ese DVD tocó acompañado de Daniel Musy, actual saxofonista de la banda.
En 2007, lanza su disco Certas Coisas. En su repertorio se revelan las influencias del artista en su cuidadosa forma de evocar éxitos nacionales e internacionales. Se destaca la versión de Roxanne, del grupo The Police, en la que pone la base con su assovio. Este mismo assovio es acompañado por el excepcional bandolinista Hamilton de Holanda en la versión del Diamante Cor de Rosa de Roberto Carlos y Erasmo Carlos. Junior Lima participa en dos canciones, tocando la batería, Rise y Maria Fumaça; esta última es un homenaje a la banda Black Río, prestada por la banda SoulFunk, de la cual Milton y Junior forman parte. Celso Fonseca trae el toque brasileño a la versión de Isn´t she lovely, con su sofisticada guitarra.
En 2010 Milton Guedes alcanzó más un éxito al regrabar la música de Você vai lembrar de mim, de la banda gaúcha Nenhum de Nós, formando parte del trío sonoro de la telenovela Ti Ti Ti, de la Globo.
Está casado con la cantante Adriana Maciel.

## Compañeros
En 2009, Guedes fue invitado por el productor Everton Bottoni para producir la canción del Dia de Fazer a Diferença de la Rede Record, en asociación con el Instituto Ressoar. Grandes nombres de la música popular brasileña marcaron la diferencia en sus trabajos y lo infuenciaron, como Elza Soares, Jair Rodrigues, Negra Li, Leci Brandão, Pepeu Gomes, Amanda Acosta, Fat Family, Rodrigo Faro, Wanessa Camargo,Paula Lima, Luciana Mello, Pedro & Thiago, Leo Maia, Sergio Reis, Dudu Braga y Wilson Simoninha. También ha realizado colaboraciones con artistas como Oswaldo Montenegro, Lulu Santos, Claudio Zoli, Roupa Nova y Thedy Corrêa.

## Discografía
- Milton Guedes (1993) BMG
- Milton Guedes (1997) EMI[8]
- Cinema (2001) Abril Music
- Certas Coisas (2007) Somlivre

### Bandas sonoras
A lo largo de su carrera participó en la realización de bandas sonoras para varias telenovelas de la Globo, tales como Separação, de Meu Bem Meu Mal; Sonho de uma noite de Verão, de Zazá; Outra pessoa, de Era uma vez...; y Você vai lembrar de mim, de Ti Ti Ti'.